# Harris Oliver Yates
Harris Oliver Yates (nacido en 1934) es un botánico estadounidense, que también realiza investigaciones en entomología.

## Algunas publicaciones
- 1966. Revision of grasses traditionally referred to Uniola

### Libros
- 1965. A monographic study of the Linnaean genus Uniola (Gramineae). Ed. Vanderbilt. 444 pp.
- 1974. Management and monitoring of pests of the reproductive organs of coniferous species and control of such pests in the seed sectors and plantations of the European part of the USSR. Ed. Leningrad Scientific Research Institute of Forestry. 80 pp.

- La abreviatura «H.O.Yates» se emplea para indicar a Harris Oliver Yates como autoridad en la descripción y clasificación científica de los vegetales.[1]